# 302년

## 연호
- 서진(西晉) 영녕(永寧) 2년 / 태안(太安) 원년

## 기년
- 서진(西晉) 혜제(惠帝) 13년
- 신라(新羅) 기림 이사금(基臨泥師今) 5년
- 고구려(高句麗) 미천왕(美川王) 3년
- 백제(百濟) 분서왕(汾西王) 5년

## 사건
- 미천왕이 현도군을 공격함.